# Valide sultan
Valide sultan ali sultan valide (osmansko turško: والده سلطان, Sedef-i Dürr-i Hilafet, dobesedno: mati súltanka) je bil uradni naslov matere vladajočega sultana Osmanskega cesarstva. Naslov se pogosto prevaja kot kraljica mati, čeprav je bila vloga valide sultan povsem drugačna.
Položaj valide sultan je bil morda najpomembnejši položaj v Osmanskem cesarstvu za samim sultanom, ker je po islamskem izročilu "materina beseda božja beseda". Valide sultan so imele pomemben vpliv na državne zadeve, še posebno v obdobju  ženskega sultanata v poznem 16. in 17. toletju. V tem obdobju je bil na prestolu niz nekompetentnih ali mladoletnih sultanov, kar je še bolj utrdilo njihovo vlogo.
Prva valide sultan v obdobju ženskega sultanata je bila Nurbanu Sultan, v Benetkah rojena žena Selima II. in mati Murata III., ki je bila od leta 1574 do 1583 skupaj z velikim vezirjem Mehmed Pašo Sokolovićem de facto sovladarka Osmanskega cesarstva. Najmočnejša valide sultan v zgodovini Osmanskega cesarstva je bila Kösem Sultan. 
Treba je omeniti, da so bile v tistem času haremske gospe večinoma sužnje, ki nikoli niso bile uradno poročene s sultanom. Njihovi otroci so bili po islamskih zakonih kljub temu priznani kot zakoniti sultanovi otroci. V zgodnjem obdobju cesarstva so sultani pogosto izkoriščali dinastične poroke, s katerimi so utrjevali ali širili svojo oblast. Zadnja poroka osmanskega sultana z nevesto iz druge dinastije je bila v 15. stoletju, ko se je sultan Bajazid II. poročil z Gülbahar Sultan, hčerko iz vladajoče dulkadirske dinastije.